# Teen Choice Awards 2012
Die Teen Choice Awards 2012 wurden am 22. Juli 2012 im Gibson Amphitheatre in Universal City abgehalten und von den US-amerikanischen Schauspielern Demi Lovato und Kevin McHale moderiert. Es ist die 14. Verleihung der Awards seit der ersten Verleihung im Jahre 1999. In den Vereinigten Staaten wurde die Sendung vom US-amerikanischen Sender Fox ausgestrahlt. Die Awards werden in mehrere Bereiche aufgeteilt, darunter “Music”, “TV” und “Movie”.

## Awards
Die Gewinner sind fett angegeben.

### Ultimate Choice
- Bis(s)-Romane (The Twilight Saga)

### Music
| Choice Music: Male Artist - Justin Bieber - Drake - Bruno Mars - Pitbull - Blake Shelton Choice Music: Female Artist - Taylor Swift - Adele - Jennifer Lopez - Katy Perry - Rihanna Choice Music: Group - Selena Gomez & the Scene - Gym Class Heroes - Lady Antebellum - LMFAO - The Wanted Choice Music: R&B/Hip-Hop Artist - Nicki Minaj - Beyoncé Knowles - Flo Rida - Pitbull - Kanye West Choice Music: Rock Group - fun. - The Black Keys - Foo Fighters - Foster the People - Linkin Park Choice Music: Rock Track - Coldplay – „Paradise“ - The Black Keys – „Lonely Boy“ - Foster the People – „Pumped Up Kicks“ - fun. featuring Janelle Monáe – „We Are Young“ - Gotye featuring Kimbra – „Somebody That I Used to Know“ Choice Music: Electronic Dance Music (EDM) Artist - David Guetta - deadmau5 - Calvin Harris - Kaskade - Skrillex Choice Music: Single by a Group - Selena Gomez & the Scene – „Hit the Lights“ - fun. featuring Janelle Monáe – „We Are Young“ - Gym Class Heroes – „Ass Back Home“ - LMFAO – „Party Rock Anthem“ - Maroon 5 featuring Christina Aguilera – „Moves like Jagger“ Choice Music: Single by a Female Artist - Taylor Swift – „Eyes Open“ - Adele – „Set Fire to the Rain“ - Kelly Clarkson – „Stronger (What Doesn’t Kill You)“ - Jennifer Lopez featuring Pitbull – „Dance Again“ - Katy Perry – „Part of Me“ Choice Music: Single by a Male Artist - Justin Bieber – „Boyfriend“ - Drake featuring Rihanna – „Take Care“ - Flo Rida – „Good Feeling“ - Bruno Mars – „It Will Rain“ - Pitbull featuring Ne-Yo, Afrojack & Nayer – „Give Me Everything“ Choice Music: Male Country Artist - Hunter Hayes - Jason Aldean - Luke Bryan - Scotty McCreery - Blake Shelton Choice Music: Female Country Artist - Taylor Swift - Lauren Alaina - Miranda Lambert - Kellie Pickler - Carrie Underwood | Choice Music: R&B/Hip-Hop Track - Nicki Minaj – „Starships“ - Beyoncé Knowles – „Love on Top“ - Drake featuring Rihanna – „Take Care“ - Flo Rida – „Wild Ones“ - David Guetta – „Without You“ Choice Music: Country Song - Taylor Swift – „Sparks Fly“ - Jason Aldean – „Tattoos on This Town“ - Eli Young Band – „Crazy Girl“ - Hunter Hayes – „Storm Warning“ - Blake Shelton – „God Gave Me You“ Choice Music: Country Group - Lady Antebellum - The Band Perry - Eli Young Band - Rascal Flatts - Thompson Square Choice Music: Summer Song - Carly Rae Jepsen – „Call Me Maybe“ - Justin Bieber featuring Ludacris – „All Around the World“ - Demi Lovato – „Give Your Heart a Break“ - The Wanted – „Glad You Came“ - Usher – „Scream“ Choice Music: Love Song - One Direction – „What Makes You Beautiful“ - Justin Bieber – „Die in Your Arms“ - Demi Lovato – „Give Your Heart a Break“ - Jason Mraz – „I Won’t Give Up“ - Phillip Phillips – „Home“ Choice Music: Break-Up Song - Maroon 5 featuring Wiz Khalifa – „Payphone“ - Gotye featuring Kimbra – „Somebody That I Used to Know“ - Kelly Clarkson – „Stronger (What Doesn’t Kill You)“ - Katy Perry – „Wide Awake“ - Usher – „Climax“ Choice Summer Music Star: Female - Demi Lovato - Jennifer Lopez - Carly Rae Jepsen - Katy Perry - Rihanna Choice Summer Music Star: Male - Justin Bieber - Flo Rida - David Guetta - Pitbull - Usher Choice Summer Music Star: Group - One Direction - Coldplay - Gym Class Heroes - Maroon 5 - The Wanted Choice Breakout Artist - Carly Rae Jepsen - Ellie Goulding - Gotye - Kimbra - Phillip Phillips Choice Breakout Group - One Direction - Eli Young Band - fun. - Karmin - The Wanted |

### TV
| Choice TV Show: Drama - Pretty Little Liars - Bones – Die Knochenjägerin (Bones) - Gossip Girl - Revenge - Touch Choice TV Actor: Drama - Ian Harding – Pretty Little Liars - Penn Badgley – Gossip Girl - David Boreanaz – Bones – Die Knochenjägerin (Bones) - Kiefer Sutherland – Touch - Ed Westwick – Gossip Girl Choice TV Actress: Drama - Lucy Hale – Pretty Little Liars - Emily Deschanel – Bones – Die Knochenjägerin (Bones) - Sarah Michelle Gellar – Ringer - Leighton Meester – Gossip Girl - Emily VanCamp – Revenge Choice TV Show: Fantasy/Sci-Fi - Vampire Diaries (The Vampire Diaries) - Fringe – Grenzfälle des FBI (Fringe) - Once Upon a Time – Es war einmal … (Once Upon a Time) - Supernatural - True Blood Choice TV Actor: Fantasy/Sci-Fi - Ian Somerhalder – Vampire Diaries (The Vampire Diaries) - Jensen Ackles – Supernatural - Joshua Jackson – Fringe – Grenzfälle des FBI (Fringe) - Jared Padalecki – Supernatural - Paul Wesley – Vampire Diaries (The Vampire Diaries) Choice TV Actress: Fantasy/Sci-Fi - Nina Dobrev – Vampire Diaries (The Vampire Diaries) - Ginnifer Goodwin – Once Upon a Time – Es war einmal … (Once Upon a Time) - Katerina Graham – Vampire Diaries (The Vampire Diaries) - Anna Paquin – True Blood - Anna Torv – Fringe – Grenzfälle des FBI (Fringe) Choice TV Show: Action - CSI: Miami - Chuck - Hawaii Five-0 - Navy CIS: L.A. (NCIS: Los Angeles) - Nikita Choice TV Actor: Action - Adam Rodriguez – CSI: Miami - LL Cool J – Navy CIS: L.A. (NCIS: Los Angeles) - Daniel Dae Kim – Hawaii Five-0 - Zachary Levi – Chuck - Shane West – Nikita Choice TV Actress: Action - Linda Hunt – Navy CIS: L.A. (NCIS: Los Angeles) - Lyndsy Fonseca – Nikita - Grace Park – Hawaii Five-0 - Maggie Q – Nikita - Yvonne Strahovski – Chuck Choice TV Show: Comedy - Glee - 2 Broke Girls - The Big Bang Theory - Modern Family - New Girl Choice TV Actor: Comedy - Chris Colfer – Glee - Ty Burrell – Modern Family - Neil Patrick Harris – How I Met Your Mother - Ashton Kutcher – Two and a Half Men - Jim Parsons – The Big Bang Theory Choice TV Actress: Comedy - Lea Michele – Glee - Miranda Cosgrove – iCarly - Kaley Cuoco – The Big Bang Theory - Zooey Deschanel – New Girl - Sofía Vergara – Modern Family Choice TV: Animated Show - Die Simpsons (The Simpsons) - Beavis and Butt-Head - Bob’s Burgers - Family Guy - Robot Chicken Choice TV: Male Personality - Simon Cowell – The X Factor - Nick Cannon – America’s Got Talent - CeeLo Green – The Voice - Gordon Ramsay – Hell’s Kitchen - Steven Tyler – American Idol | Choice TV: Female Personality - Jennifer Lopez – American Idol - Christina Aguilera – The Voice - Tyra Banks – America’s Next Top Model - Carrie Ann Inaba – Dancing with the Stars - Jessica Simpson – Fashion Star Choice TV: Reality Competition Show - The X Factor - American Idol - America’s Next Top Model - Survivor: One World - The Voice Choice TV Show: Reality Show - Dance Moms - Jersey Shore - Keeping Up with the Kardashians - Punk’d - Tia & Tamera Choice TV: Male Reality Star - Paul DelVecchio – Jersey Shore und The Pauly D Project - Rob Dyrdek – Fantasy Factory und Ridiculousness - William Levy – Dancing with the Stars - Scotty McCreery – American Idol - Mike Sorrentino – Jersey Shore Choice TV: Female Reality Star - The Kardashians – Keeping Up with the Kardashians - Lauren Alaina – American Idol - Melanie Amaro – The X Factor - Tia und Tamera Mowry – Tia & Tamera - Snooki – Jersey Shore Choice Summer TV Show - Teen Wolf - America’s Got Talent - The Secret Life of the American Teenager - So You Think You Can Dance - Workaholics Choice Summer TV Star: Male - Tyler Posey – Teen Wolf - Ken Baumann – The Secret Life of the American Teenager - Jean-Luc Bilodeau – Baby Daddy - Michael Ealy – Common Law - Daren Kagasoff – The Secret Life of the American Teenager Choice Summer TV Star: Female - Troian Bellisario – Pretty Little Liars - Chelsea Kane – Baby Daddy - Crystal Reed – Teen Wolf - Ashley Rickards – Awkward – Mein sogenanntes Leben (Awkward.) - Shailene Woodley – The Secret Life of the American Teenager Choice TV Breakout Show - The X Factor - Apartment 23 (Don’t Trust the B---- in Apartment 23) - New Girl - Revenge - Smash Choice TV Breakout Star: Male - Beau Mirchoff – Awkward – Mein sogenanntes Leben (Awkward.) - Josh Bowman – Revenge - Josh Dallas – Once Upon a Time – Es war einmal … (Once Upon a Time) - Jake Johnson – New Girl - Lamorne Morris – New Girl Choice TV Breakout Star: Female - Hannah Simone – New Girl - Beth Behrs – 2 Broke Girls - Sutton Foster – New in Paradise (Bunheads) - Katharine McPhee – Smash - Dreama Walker – Apartment 23 (Don’t Trust the B---- in Apartment 23) Choice TV: Male Scene Stealer - Michael Trevino – Vampire Diaries (The Vampire Diaries) - Max Greenfield – New Girl - Gabriel Mann – Revenge - James van der Beek – Apartment 23 (Don’t Trust the B---- in Apartment 23) - Damon Wayans, Jr. – Happy Endings Choice TV: Female Scene Stealer - Candice Accola – Vampire Diaries (The Vampire Diaries) - Dianna Agron – Glee - Sarah Hyland – Modern Family - Francia Raisa – The Secret Life of the American Teenager - Casey Wilson – Happy Endings Choice TV Villain - Janel Parrish – Pretty Little Liars - Joseph Morgan – Vampire Diaries (The Vampire Diaries) - Lana Parrilla – Once Upon a Time – Es war einmal … (Once Upon a Time) - Krysten Ritter – Apartment 23 (Don’t Trust the B---- in Apartment 23) - Michelle Trachtenberg – Gossip Girl |

### Movie
| Choice Movie: Action - Atemlos – Gefährliche Wahrheit (Abduction) - Act of Valor - Mission: Impossible – Phantom Protokoll (Mission: Impossible – Ghost Protocol) - Red Tails - Sherlock Holmes: Spiel im Schatten (Sherlock Holmes: A Game of Shadows) Choice Movie Actor: Action - Taylor Lautner – Atemlos – Gefährliche Wahrheit (Abduction) - Tom Cruise – Mission: Impossible – Phantom Protokoll (Mission: Impossible – Ghost Protocol) - Robert Downey Jr. – Sherlock Holmes: Spiel im Schatten (Sherlock Holmes: A Game of Shadows) - Tom Hardy – Warrior - Logan Lerman – Die drei Musketiere (The Three Musketeers) Choice Movie Actress: Action - Zoë Saldaña – Colombiana - Salma Hayek – Der gestiefelte Kater (Puss in Boots) - Milla Jovovich – Die drei Musketiere (The Three Musketeers) - Paula Patton – Mission: Impossible – Phantom Protokoll (Mission: Impossible – Ghost Protocol) - Noomi Rapace – Sherlock Holmes: Spiel im Schatten (Sherlock Holmes: A Game of Shadows) Choice Movie: Drama - The Lucky One – Für immer der Deine (The Lucky One) - Drive - The Help - Für immer Liebe (The Vow) - Wir kaufen einen Zoo (We Bought a Zoo) Choice Movie Actor: Drama - Zac Efron – The Lucky One – Für immer der Deine (The Lucky One) - Matt Damon – Wir kaufen einen Zoo (We Bought a Zoo) - Ryan Gosling – Drive - Channing Tatum – Für immer Liebe (The Vow) - Justin Timberlake – In Time – Deine Zeit läuft ab (In Time) Choice Movie Actress: Drama - Emma Stone – The Help - Sandra Bullock – Extrem laut & unglaublich nah (Extremely Loud and Incredibly Close) - Viola Davis – The Help - Scarlett Johansson – Wir kaufen einen Zoo (We Bought a Zoo) - Rachel McAdams – Für immer Liebe (The Vow) Choice Movie: Comedy - 21 Jump Street - American Pie: Das Klassentreffen (American Reunion) - Crazy, Stupid, Love. - Die Muppets (The Muppets) - Was passiert, wenn’s passiert ist (What to Expect When You’re Expecting) Choice Movie Actor: Comedy - Channing Tatum – 21 Jump Street - Jason Biggs – American Pie: Das Klassentreffen (American Reunion) - Ryan Gosling – Crazy, Stupid, Love. - Jonah Hill – 21 Jump Street und Bad Sitter (The Sitter) - Chris Rock – Was passiert, wenn’s passiert ist (What to Expect When You’re Expecting) Choice Movie Actress: Comedy - Emma Stone – Crazy, Stupid, Love. - Cameron Diaz – Was passiert, wenn’s passiert ist (What to Expect When You’re Expecting) - Alyson Hannigan – American Pie: Das Klassentreffen (American Reunion) - Jennifer Lopez – Was passiert, wenn’s passiert ist (What to Expect When You’re Expecting) - Reese Witherspoon – Das gibt Ärger (This Means War) Choice Movie: Romance - Breaking Dawn – Biss zum Ende der Nacht, Teil 1 (The Twilight Saga: Breaking Dawn – Part 1) - The Lucky One – Für immer der Deine (The Lucky One) - Denk wie ein Mann (Think Like a Man) - Das gibt Ärger (This Means War) - Für immer Liebe (The Vow) Choice Movie Actor: Romance - Zac Efron – The Lucky One – Für immer der Deine (The Lucky One) - Michael Ealy – Denk wie ein Mann (Think Like a Man) - Robert Pattinson – Breaking Dawn – Biss zum Ende der Nacht, Teil 1 (The Twilight Saga: Breaking Dawn – Part 1) - Chris Pine – Das gibt Ärger (This Means War) - Channing Tatum – Für immer Liebe (The Vow) Choice Movie Actress: Romance - Kristen Stewart – Breaking Dawn – Biss zum Ende der Nacht, Teil 1 (The Twilight Saga: Breaking Dawn – Part 1) - Miley Cyrus – LOL - Meagan Good – Denk wie ein Mann (Think Like a Man) - Rachel McAdams – Für immer Liebe (The Vow) - Taylor Schilling – The Lucky One – Für immer der Deine (The Lucky One) Choice Movie: Sci-Fi/Fantasy - Die Tribute von Panem – The Hunger Games (The Hunger Games) - Marvel’s The Avengers (The Avengers) - Spieglein Spieglein – Die wirklich wahre Geschichte von Schneewittchen (Mirror Mirror) - Breaking Dawn – Biss zum Ende der Nacht, Teil 1 (The Twilight Saga: Breaking Dawn – Part 1) - Zorn der Titanen (Wrath of the Titans) Choice Movie Actor: Sci-Fi/Fantasy - Josh Hutcherson – Die Tribute von Panem – The Hunger Games (The Hunger Games) - Robert Downey Jr. – Marvel’s The Avengers (The Avengers) - Chris Hemsworth – Marvel’s The Avengers (The Avengers) - Taylor Lautner – Breaking Dawn – Biss zum Ende der Nacht, Teil 1 (The Twilight Saga: Breaking Dawn – Part 1) - Robert Pattinson – Breaking Dawn – Biss zum Ende der Nacht, Teil 1 (The Twilight Saga: Breaking Dawn – Part 1) | Choice Movie Actress: Sci-Fi/Fantasy - Jennifer Lawrence – Die Tribute von Panem – The Hunger Games (The Hunger Games) - Lily Collins – Spieglein Spieglein – Die wirklich wahre Geschichte von Schneewittchen (Mirror Mirror) - Vanessa Hudgens – Die Reise zur geheimnisvollen Insel (Journey 2: The Mysterious Island) - Scarlett Johansson – Marvel’s The Avengers (The Avengers) - Kristen Stewart – Breaking Dawn – Biss zum Ende der Nacht, Teil 1 (The Twilight Saga: Breaking Dawn – Part 1) Choice Movie Voice - Taylor Swift – Der Lorax (The Lorax) - Zac Efron – Der Lorax (The Lorax) - Seth MacFarlane – Ted - Jesse McCartney – Alvin und die Chipmunks 3: Chipbruch (Alvin and the Chipmunks: Chipwrecked) - Chris Rock – Madagascar 3: Flucht durch Europa (Madagascar 3: Europe’s Most Wanted) Choice Summer Movie: Action - Marvel’s The Avengers (The Avengers) - The Amazing Spider-Man - Men in Black 3 - Prometheus – Dunkle Zeichen (Prometheus) - Snow White and the Huntsman Choice Summer Movie: Comedy/Music - Katy Perry: Part of Me - Madagascar 3: Flucht durch Europa (Madagascar 3: Europe’s Most Wanted) - Rock of Ages - Ted - Der Chaos-Dad (That’s My Boy) Choice Summer Movie Star: Male - Chris Hemsworth – Snow White and the Huntsman und Marvel’s The Avengers (The Avengers) - Robert Downey Jr. – Marvel’s The Avengers (The Avengers) - Andrew Garfield – The Amazing Spider-Man - Adam Sandler – Der Chaos-Dad (That’s My Boy) - Will Smith – Men in Black 3 Choice Summer Movie Star: Female - Kristen Stewart – Snow White and the Huntsman - Scarlett Johansson – Marvel’s The Avengers (The Avengers) - Leighton Meester – Der Chaos-Dad (That’s My Boy) - Emma Stone – The Amazing Spider-Man - Charlize Theron – Snow White and the Huntsman und Prometheus – Dunkle Zeichen (Prometheus) Choice Breakout - Rihanna – Battleship - Sam Claflin – Snow White and the Huntsman - Julianne Hough – Rock of Ages - Joe Manganiello – Was passiert, wenn’s passiert ist (What to Expect When You’re Expecting) - Noomi Rapace – Prometheus – Dunkle Zeichen (Prometheus) Choice Movie: Chemistry - Jennifer Lawrence und Amandla Stenberg – Die Tribute von Panem – The Hunger Games (The Hunger Games) - Ryan Gosling und Steve Carell – Crazy, Stupid, Love. - Julianne Hough und Diego Boneta – Rock of Ages - Will Smith und Josh Brolin – Men in Black 3 - Channing Tatum und Jonah Hill – 21 Jump Street - Mark Wahlberg und Ted (Stimme von Seth MacFarlane) – Ted Choice Movie Hissy Fit - Charlize Theron – Snow White and the Huntsman - Steve Carell – Crazy, Stupid, Love. - Kevin Hart – Denk wie ein Mann (Think Like a Man) - Mark Ruffalo – Marvel’s The Avengers (The Avengers) - Channing Tatum und Jonah Hill – 21 Jump Street Choice Movie Liplock - Jennifer Lawrence und Josh Hutcherson – Die Tribute von Panem – The Hunger Games (The Hunger Games) - Zac Efron und Taylor Schilling – The Lucky One – Für immer der Deine (The Lucky One) - Kristen Stewart und Robert Pattinson – Breaking Dawn – Biss zum Ende der Nacht, Teil 1 (The Twilight Saga: Breaking Dawn – Part 1) - Emma Stone und Ryan Gosling – Crazy, Stupid, Love. - Channing Tatum und Rachel McAdams – Für immer Liebe (The Vow) Choice Movie: Male Scene Stealer - Liam Hemsworth – Die Tribute von Panem – The Hunger Games (The Hunger Games) - Chace Crawford – Was passiert, wenn’s passiert ist (What to Expect When You’re Expecting) - Chris Evans – Marvel’s The Avengers (The Avengers) - Kevin Hart – Denk wie ein Mann (Think Like a Man) - Kellan Lutz – Breaking Dawn – Biss zum Ende der Nacht, Teil 1 (The Twilight Saga: Breaking Dawn – Part 1) Choice Movie: Female Scene Stealer - Ashley Greene – Breaking Dawn – Biss zum Ende der Nacht, Teil 1 (The Twilight Saga: Breaking Dawn – Part 1) - Elizabeth Banks – Die Tribute von Panem – The Hunger Games (The Hunger Games) - Lea Michele – Happy New Year (New Year’s Eve) - Nikki Reed – Breaking Dawn – Biss zum Ende der Nacht, Teil 1 (The Twilight Saga: Breaking Dawn – Part 1) - Nicole Scherzinger – Men in Black 3 Choice Movie Villain - Alexander Ludwig – Die Tribute von Panem – The Hunger Games (The Hunger Games) - Jemaine Clement – Men in Black 3 - Tom Hiddleston – Marvel’s The Avengers (The Avengers) - Rhys Ifans – The Amazing Spider-Man - Charlize Theron – Snow White and the Huntsman |

### Fashion
| Choice Fashion Icon: Male - Justin Bieber - Chris Colfer - CeeLo Green - Justin Timberlake - will.i.am Choice Fashion Icon: Female - Katy Perry - Zooey Deschanel - Jennifer Lopez - Nicki Minaj - Miley Cyrus | Choice Male Hottie - Ian Somerhalder - Justin Bieber - Ryan Gosling - Liam Hemsworth - Robert Pattinson Choice Female Hottie - Miley Cyrus - Selena Gomez - Katy Perry - Rihanna - Kate Upton |

### Sport
| Choice Male Athlete - David Beckham (Fußball) - Kobe Bryant (Basketball) - Albert Pujols (Baseball) - Tim Tebow (Football) - Shaun White (Snowboarding, Skateboarding, Surfen) | Choice Female Athlete - Serena Williams (Tennis) - Kelly Clark (Snowboarding) - Marija Scharapowa (Tennis) - Hope Solo (Fußball) - Lindsey Vonn (Skifahren) |

### Weitere
| Choice Book - Die Tribute von Panem (The Hunger Games) von Suzanne Collins - Hüter der Erinnerung (The Giver) von Lois Lowry - Die Bis(s)-Romane (The Twilight Saga) von Stephenie Meyer - Die Divergent-Trilogie von Veronica Roth - Für immer der Deine (The Lucky One) von Nicholas Sparks Choice Comedian - Ellen DeGeneres - Jimmy Fallon - Andy Samberg - Daniel Tosh - Kristen Wiig Choice Social Network - Facebook - Instagram - Pinterest - Tumblr - Twitter | Choice Twit - Demi Lovato - Justin Bieber - Miley Cyrus - Jimmy Fallon - Ryan Seacrest Choice Video Game - Just Dance 3 - Call of Duty: Modern Warfare 3 - Mass Effect 3 - NBA 2K12 - The Sims 3 Showtime: Katy Perry Collector’s Edition Choice Web Star - Sophia Grace und Rosie - Ryan Beatty - Cimorelli - Elle und Blair Fowler - Karmin |